# 原六郎

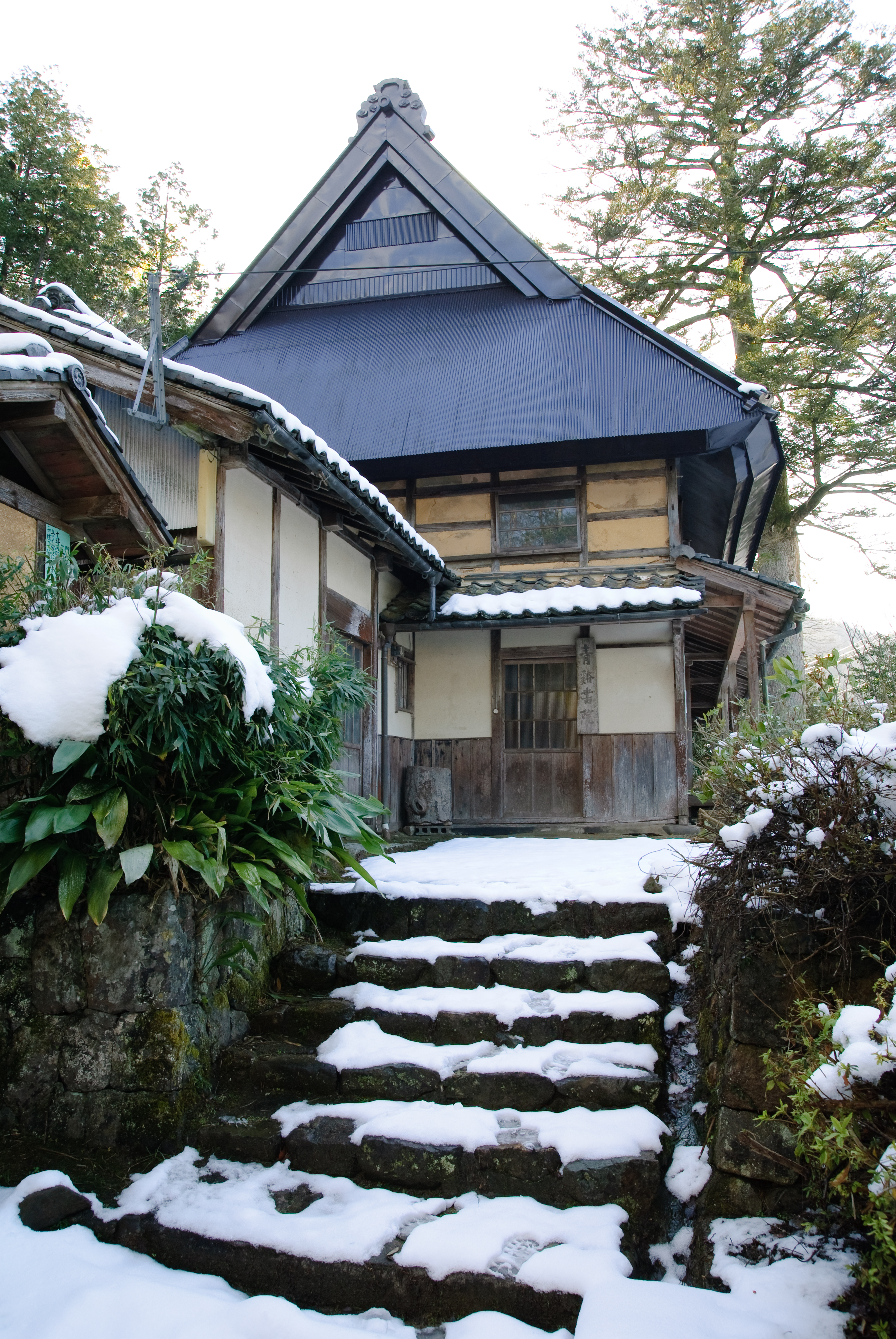
青谿书院

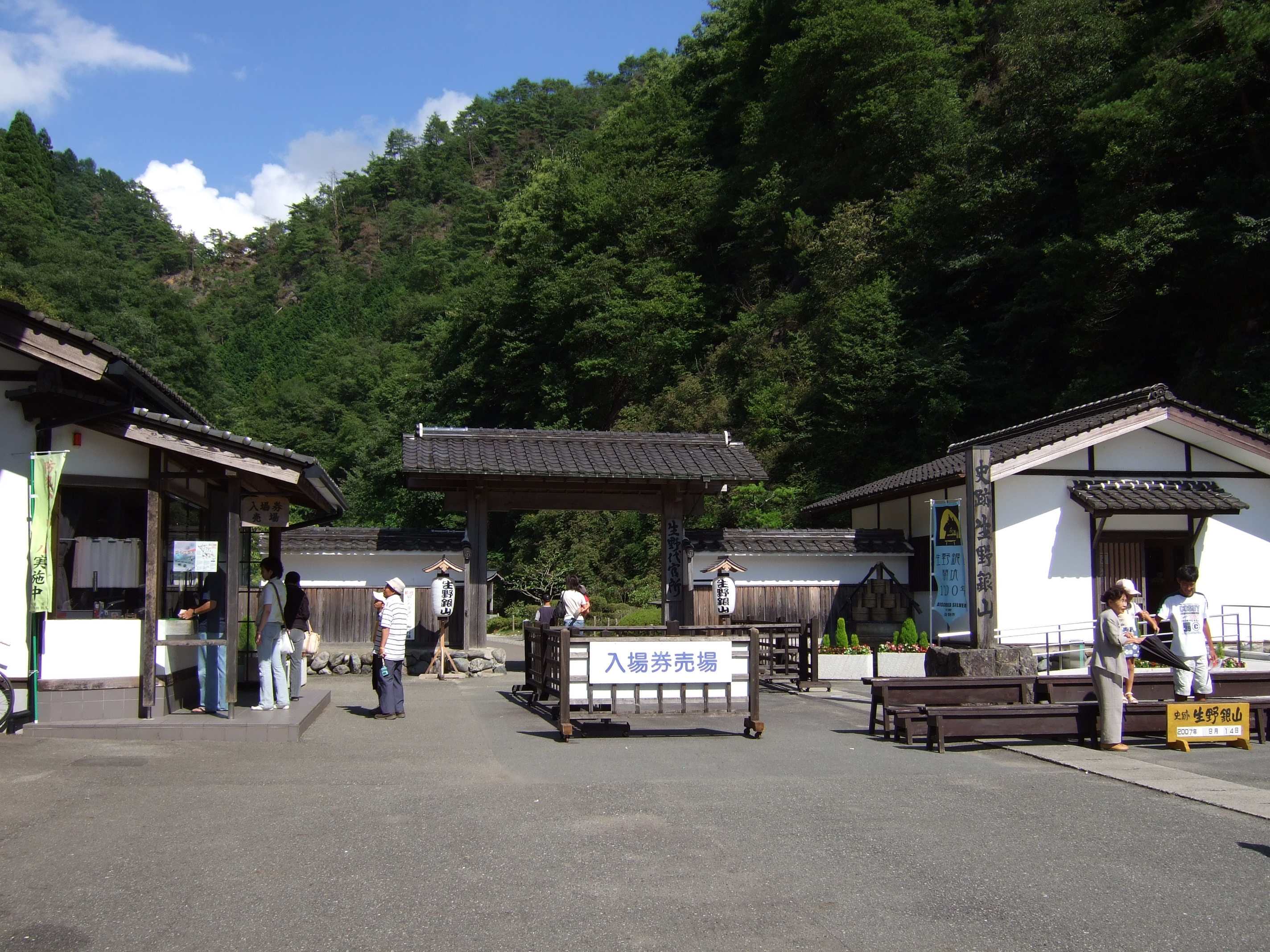
生野银山

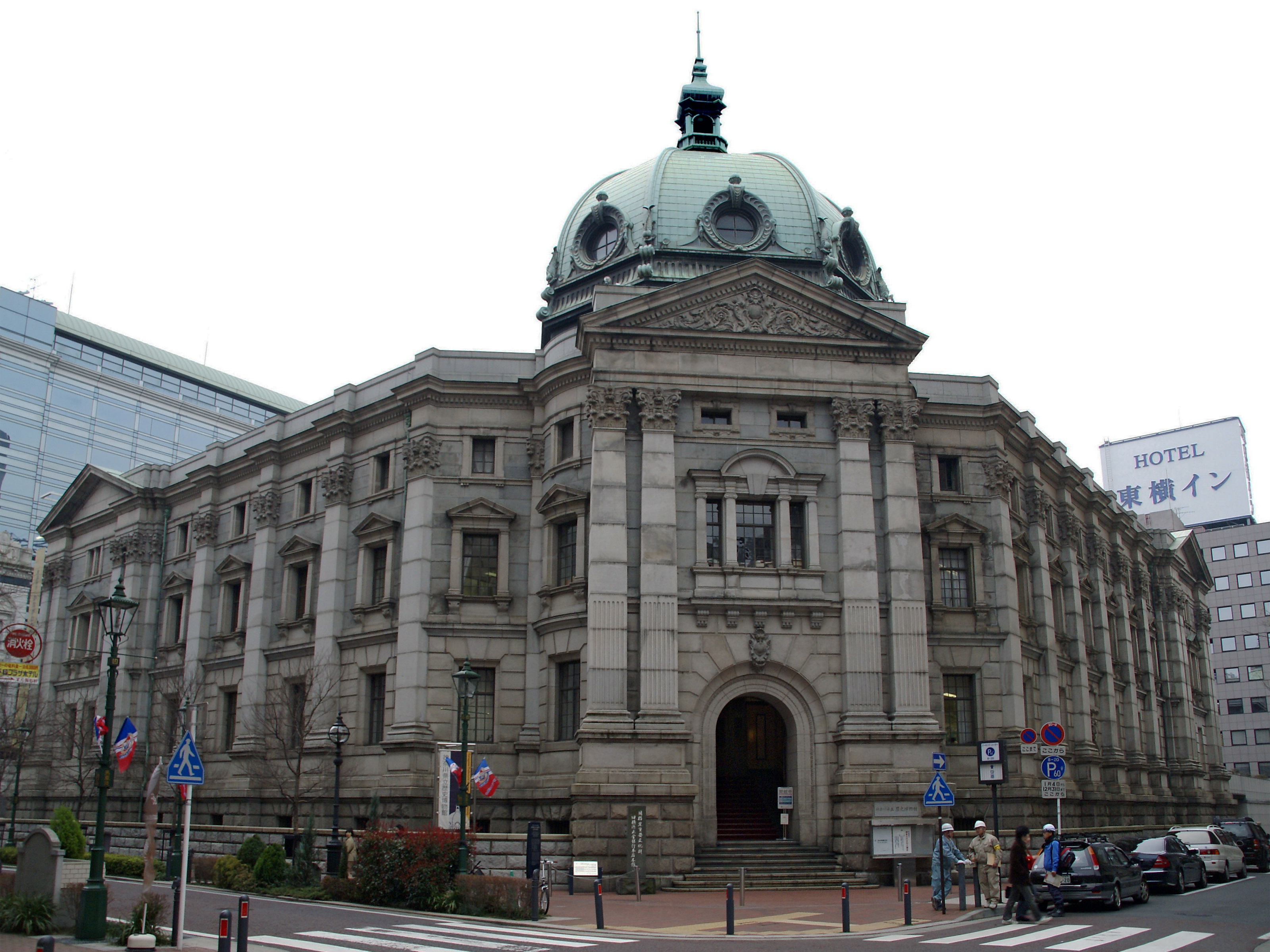
旧横滨正金银行本店（现神奈川县立历史博物馆）

原六郎（1842年12月10日—1933年11月14日）是一位日本军人、企业家、银行家。

## 生平
1842年出生于但马国佐中村（现兵库县朝来市），原名进藤后三郎长政，父亲是大地主进藤家第22代当家丈右卫门长广。1853年进入池田草庵的私塾青谿书院学习，师从北垣国道和西村哲二郎。1863年参加生野之变，为逃避搜捕改名为原六郎。1865年经由高杉晋作介绍加入长州藩游击队。战争结束后进入藩校明伦馆学习，接受大村益次郎西式陆军教学指导。1868年参加戊辰战争，1869年成为鸟取藩士，洋化鸟取藩兵。1870年考取海外官費留学生资格，次年赴美留学进入耶鲁大学，1873年赴英留学进入伦敦国王学院，1877年返回日本。1883年担任横滨正金银行行长，1890年卸任。1912年担任富士制纸社长，1918年卸任。

## 荣誉
1889年获得银制黄绶褒章。